# Pseudotocepheus asymmetricus
Pseudotocepheus asymmetricus är en kvalsterart som beskrevs av J. och P. Balogh 1983. Pseudotocepheus asymmetricus ingår i släktet Pseudotocepheus och familjen Tetracondylidae. Inga underarter finns listade i Catalogue of Life.